# Вајнамери
Вајнамери (ест. Väinameri; швед. Moonsundet) затворена је водена површина у источном делу Балтичког мора стешњена између континенталног дела Естоније на истоку и острва Западноестонског архипелага на западу. Сматра се северним продужетком Ришког залива. То је доста плитка (минимална дубина око 1,8 метара) и уска акваторије са ширинама између 6 и 27 km. Површина акваторије је око 2.200 km². 
Са Ришким заливом на југу је повезан преко пролаза Сурваин (између острва Муху и континенталног дела, дужине 20 км и ширине изнад 6 км), на северу је преко пролаза Харикурк (између Хијуме и Вормсија) повезан са отвореним морем, док је између Хијуме и Сареме на западу пролаз Соела.